# Zaliznîi Port, Hola Prîstan
Zaliznîi Port (în ucraineană Залізний Порт) este un sat în comuna Novofedorivka din raionul Hola Prîstan, regiunea Herson, Ucraina.

## Demografie
Componența lingvistică a localității Zaliznîi Port
     Ucraineană (79,06%)
     Rusă (19,57%)
     Alte limbi (0,46%)
Conform recensământului din 2001, majoritatea populației localității Zaliznîi Port era vorbitoare de ucraineană (79,06%), existând în minoritate și vorbitori de rusă (19,57%).